# Chùa Quảng Nghiêm
Chùa Quảng Nghiêm (Chữ Hán: 廣嚴寺) còn gọi là chùa Tiên Lữ hay chùa Trăm Gian là một ngôi chùa nằm trên một quả đồi cao khoảng 50 m, ở thôn Tiên Lữ, phường Chương Mỹ, Hà Nội. Chùa được lập từ đời Lý Cao Tông nhà Lý, niên hiệu Trinh Phù thứ 10, 1185. Đến thời nhà Trần, có hòa thượng Bình An, quê ở Bối Khê tu ở đây, tương truyền là người có nhiều phép lạ. Sau khi ông mất, dân làng xây tháp để giữ gìn hài cốt và tôn gọi là Đức Thánh Bối. Ngôi chùa lớn với quy mô như hiện nay là đã được trùng tu và xây dựng thêm qua nhiều thời đại.
Ở sân chùa có gác chuông hai tầng tám mái được dựng vào năm Quý Dậu 1693, niên hiệu Chính Hòa, đời Lê Hy Tông, là một công trình kiến trúc có giá trị nghệ thuật cao. Chùa còn giữ được nhiều di vật và tượng quý. Trăm gian, cái tên rất bình dân, dường như muốn nói lên vẻ bề thế của ngôi chùa.

## Lịch sử
Truyền thuyết kể rằng vào thời nhà Trần, ở làng Bối Khê có một người phụ nữ nằm mộng thấy đức Phật giáng sinh, rồi có mang, sinh ra đứa con trai. Năm lên 9 tuổi, sau khi bố mẹ mất, người con trai ấy bỏ nhà vào tu ở chùa Đại Bi trong làng. Lên 15 tuổi, đến thôn Tiên Lữ, xã Tiên Phương, (huyện Chương Mỹ, Hà Nội ngày nay), thấy cảnh đẹp, người xin yết kiến và theo học kinh kệ với vị trưởng lão tu tại ngôi chùa trên núi. Sau mười năm học đạo, người thanh niên đó hiểu thấu mọi phép linh thông. Vua Trần nghe tiếng, sắc phong là Hòa thượng, đặt hiệu là Đức Minh rồi mời về tu ở chùa trong kinh đô.
Sau khi vị trưởng lão ở chùa Tiên Lữ viên tịch, Hòa thượng Đức Minh xin về làng dựng ngôi chùa mới. Năm 95 tuổi, Sư ngồi vào một cái khám gỗ, từ biệt đệ tử rồi siêu thoát. Một trăm ngày sau, đệ tử mở cửa khám, kim quang Sư bay mùi thơm nức, ngào ngạt gần xa. Dân làng và đệ tử xây tháp để gìn giữ kim thân và tôn thờ là đức Thánh Bối.
Chùa Trăm Gian thu hút hàng trăm ngàn lượt khách gần xa đến tham quan hàng năm và hiện đang được tu bổ xây dựng lại ao sen, gác chuông và 100 gian chùa để đón tiếp đồng bào gần xa đến tham quan. Chùa Trăm Gian được Bộ Văn hóa Thông tin Việt Nam chứng nhận di tích lịch sử quốc gia.

## Kiến trúc

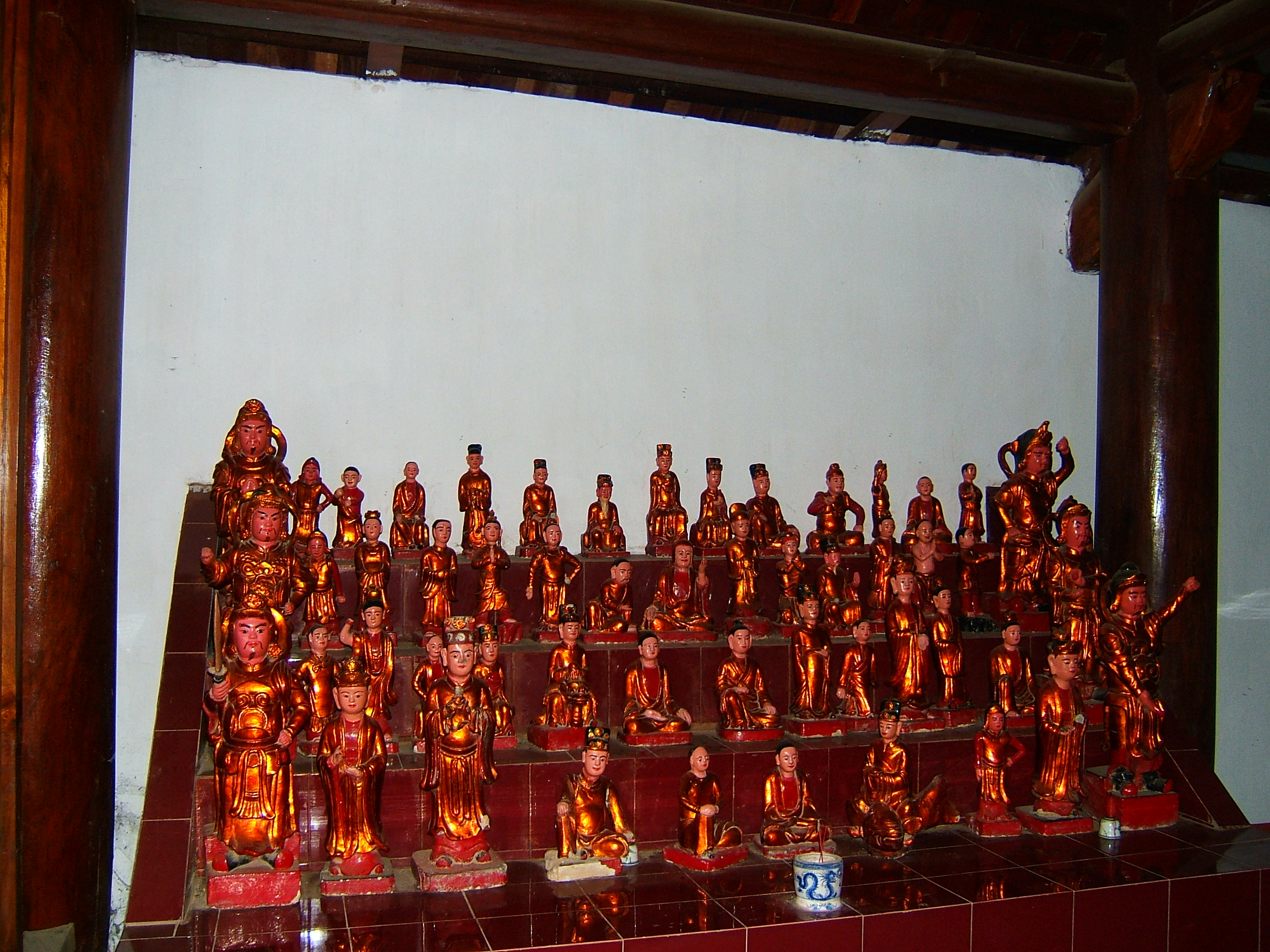
Tượng trong chùa Trăm Gian, Hà Nội

Chùa Trăm Gian là một quần thể kiến trúc độc đáo. Theo cách tính cứ 4 góc cột là một "gian" thì chùa có cả thảy 104 gian, chia thành 3 cụm kiến trúc chính:
Cụm thứ nhất gồm 4 cột trụ và 2 quán, trước đây là nơi đánh cờ người trong ngày hội, tiếp đó là nhà Giá Ngự nhìn ra mặt hồ sen, nơi đặt kiệu thánh để xem trò múa rối nước.
Trèo qua mấy trăm bậc gạch xây là tới cụm thứ hai gồm một tòa gác chuông 2 tầng mái, có lan can chạy quây 4 mặt. Các ván bằng đều có chạm hình mây hoa. Tại đây treo một quả chuông cao 1,10 m, đường kính 0,6 m, đúc năm Cảnh Thịnh thứ hai, 1794. Trên chuông có khắc một bài minh của Phạm Huy Ích. Qua gác chuông, leo 25 bậc đá xanh hình rồng mây, đến sân trên có kê một sập đá hình chữ nhật.
Lại leo 9 bậc đá, hai bên có lan can chạm hình rồng cuộn khúc thế tới cụm thứ 3 đó là chùa chính, gồm nhà bái đường, toà thiêu hương và thượng điện. Hai bên là 2 dãy hành lang. Trong cùng là nhà tổ, giữ lại có lầu trống bên trong treo một cỗ trống lớn, đường kính 1 m và một tấm khánh đồng dài 1,20 m, cao 0,60 m đúc năm 1749, Cảnh Hưng thứ 10. Tại đây có 153 pho tượng, hầu hết bằng gỗ, một số ít bằng đất nung, đặc biệt quý là tượng Tuyết Sơn, tượng Quan Thế Âm Bồ Tát. Ở giữa thượng điện có một bệ bằng đất nung đỏ hình khối chữ nhật, giống kiểu các bệ đá thời nhà Trần. Trên bệ đá là đài sen, xung quanh trang trí nhiều hình động vật và hoa lá, bón góc có hình chim thần. Trên bệ đặt các tượng Phật tam thế. Trong chùa còn có nhiều bia, hoành phi, câu đối... Riêng có hai câu đối khảm trai, tương truyền có từ thời nhà Hồ (1400-1406).
Trong chùa có tượng đô đốc Đặng Tiến Đông, một tướng lĩnh nhà Tây Sơn, chỉ huy đạo quân đánh vào phía nam Thăng Long. Tượng này được phát hiện vào năm 1972. Ngoài ra còn có tượng Đức Thánh Bối đặt trong khám gỗ gian bên phải. Đây là tượng cốt rút bằng mây đan ngoài bọc vải sơn, tương truyền là tượng bỏ hài cốt của ông.

## Chư Vị Tăng Ni
- Thánh Tổ Đức Minh Chân Nhân, Thánh Bối.
- Từ Huệ Tháp, Tỳ kheo ni Như Bích, quê huyện Từ Liêm. Tháp lập năm Cảnh hưng thứ 16.
- Tỳ Kheo Ni Diệu Sử, hiệu Giới Sử, người làng Bối Khê.
- Viên Dung Tháp, Sa di ni Tánh Côn, tháp lập năm Cảnh Hưng 33 (1772).
- Ni Trưởng Thích Đàm Hiền
- Ni Sư Thích Đàm Khoa

## Sự kiện hủy hoại chùa
Chùa Trăm gian đã nhiều lần được trùng tu, tôn tạo theo những cách thức phá hỏng di tích như sơn lại tranh tượng quý bằng sơn công nghiệp; làm mới bệ tượng, bàn thờ bằng xi măng, gạch ốp lát công nghiệp xanh đỏ tím vàng; xây mới các dãy hành lang đánh bóng cột kèo bằng vécni. Đặc biệt nghiêm trọng là đợt trùng tu hơn 100 ngày giữa năm 2012 khi nhà Tổ, gác khánh có tuổi đời nhiều trăm năm của chùa đã bị đập bỏ không thương tiếc để xây dựng thành di tích một ngày tuổi. Sự kiện xảy ra nhiều ngày, thậm chí thông tin về quyên góp dựng chùa còn được phát thanh trên hệ thống loa xã, nhưng cơ quan chức năng từ thôn, xã, huyện, thành phố, trung ương không ai hay biết.